# Doppleschwand
Doppleschwand est une commune suisse du canton de Lucerne, située dans l'arrondissement électoral d'Entlebuch.

Vue aérienne (1954)